# 櫻丘站
櫻丘站（日语：／ Sakuragaoka eki */?）是位於神奈川縣大和市福田，屬於小田急電鐵江之島線的鐵路車站。車站編號是OE 06。

## 歷史
- 1952年（昭和27年）11月25日 - 開業。
- 1978年（昭和53年）3月19日 - 跨站式站房與東西自由通道啟用。

## 站名由來
附近有名為「櫻株」的地名，車站周邊也有許多賞櫻景點，因而命名為「櫻丘」。由於在開站前，櫻株的平交道（與中原街道交會的平交道）發生事故，因而選擇「櫻株」以外的站名。

## 車站構造
本站為側式月台2面2線的地面車站，並設有跨站式站房。站內梁柱與牆壁大量使用櫻色。上行月台旁有保線基地，並停放保線用車輛。而月台從東側起為1號月台。本站於2012年8月在站內設置列車資訊顯示器。
| 月台 | 路線     | 方向 | 目的地                       |
| ---- | -------- | ---- | ---------------------------- |
| 1    | 江之島線 | 下行 | 藤澤、片瀨江之島方向         |
| 2    | 江之島線 | 上行 | 相模大野、新宿、千代田線方向 |

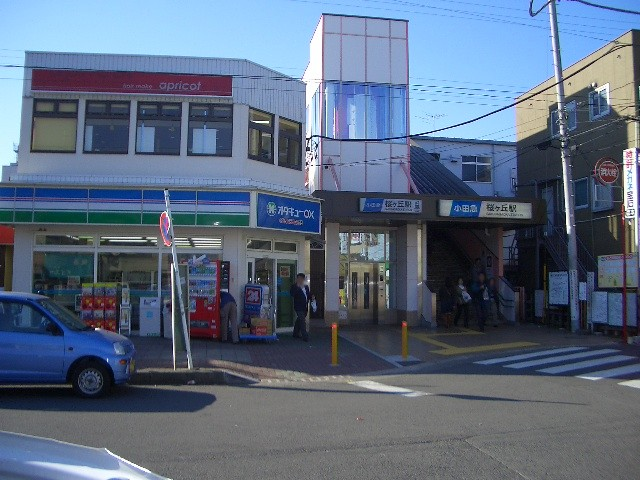
東口（2004年11月）
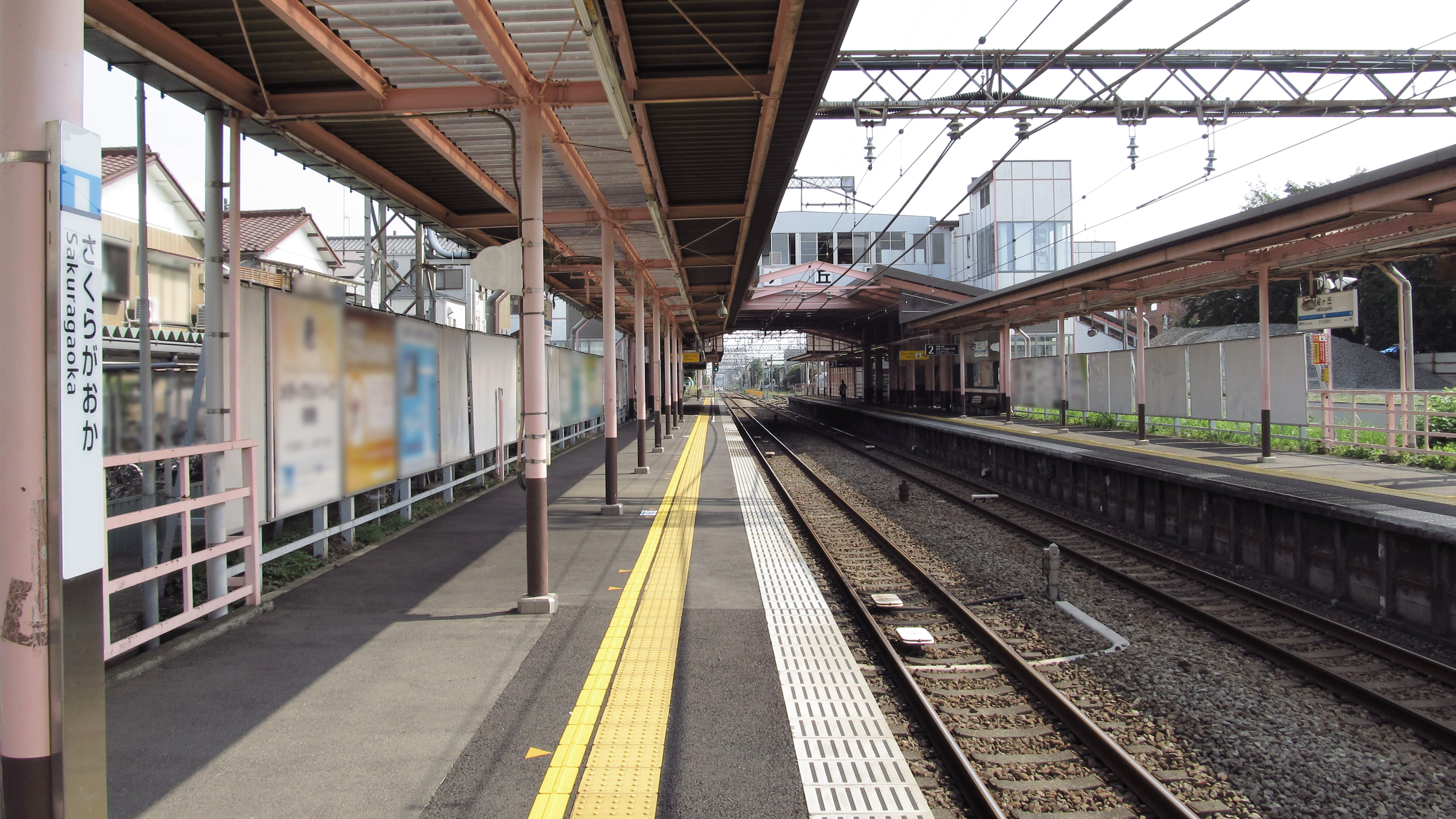
月台（2013年7月）

## 利用狀況
2016年度1日平均上下車人次為20,519人、小田急線全部70個車站當中排行第52位。
近年上下車人次、上車人次變化如下表。
| 年度               | 1日平均 上下車人次 | 1日平均 上車人次 | 來源     |
| ------------------ | ------------------ | ---------------- | -------- |
| 1995年（平成07年） |                    | 12,140           | [ * 1 ]  |
| 1998年（平成10年） |                    | 11,244           | [ * 2 ]  |
| 1999年（平成11年） |                    | 10,852           | [ * 3 ]  |
| 2000年（平成12年） |                    | 10,606           | [ * 3 ]  |
| 2001年（平成13年） |                    | 10,420           | [ * 4 ]  |
| 2002年（平成14年） | 19,338             | 10,163           | [ * 5 ]  |
| 2003年（平成15年） | 19,550             | 10,297           | [ * 6 ]  |
| 2004年（平成16年） | 20,776             | 10,356           | [ * 7 ]  |
| 2005年（平成17年） | 20,848             | 10,404           | [ * 8 ]  |
| 2006年（平成18年） | 20,912             | 10,451           | [ * 9 ]  |
| 2007年（平成19年） | 20,913             | 10,515           | [ * 10 ] |
| 2008年（平成20年） | 20,891             | 10,490           | [ * 11 ] |
| 2009年（平成21年） | 20,316             | 10,186           | [ * 12 ] |
| 2010年（平成22年） | 20,279             | 10,163           | [ * 13 ] |
| 2011年（平成23年） | 19,870             | 9,941            | [ * 14 ] |
| 2012年（平成24年） | 20,308             | 10,173           | [ * 15 ] |
| 2013年（平成25年） | 20,749             | 10,390           | [ * 16 ] |
| 2014年（平成26年） | 20,491             | 10,266           | [ * 17 ] |
| 2015年（平成27年） | 20,602             |                  |          |
| 2016年（平成28年） | 20,519             |                  |          |

## 車站周邊
- 駐日美軍厚木飛行場
- 中原街道
- 國道467號（日语：国道467号）
- 大和市役所櫻丘連絡所
- 引地台公園
  - 大和引地台棒球場（日语：大和球場）
  - 引地台溫水游泳池
- 大和櫻丘郵便局
- 大和柳橋郵便局
- 大和福田郵便局
- 大和市立櫻丘小學校
- 大和市立上和田中學校
- 神奈川縣立大和南高等學校（日语：神奈川県立大和南高等学校）
- 新市鎮南瀨谷（日语：ニュータウン南瀬谷）
- 橫濱市立瀨谷櫻（さくら）小學校
- 縣營下瀨谷團地
- 稻毛屋（日语：いなげや）
- SOTETSU ROSEN（日语：相鉄ローゼン）
- 西松屋（日语：西松屋）
- LAWSON
- 7-eleven
- SHIDAX（日语：シダックス）
- Jonathan's（日语：ジョナサン (ファミリーレストラン)）
- 小僧壽司（日语：小僧寿し）
- 本家KAMADOYA（日语：本家かまどや）
- 薩莉亞神奈川工場

### 巴士路線
- 櫻丘站西口
  - 神奈川中央交通（日语：神奈川中央交通）
    - 丘01 - 往綾瀨車庫（日语：神奈川中央交通綾瀬営業所）
    - 長33 - 往長後站西口
    - 間17 - 往鶴間站東口

  - 大和市社區巴士（日语：大和市コミュニティバス）「NOROTTO」（のろっと）
    - 南部路線 - 大和站方向
    - 南部路線 - 高座澀谷站方向
- 櫻丘站東口
  - 大和市社區巴士「TAMATON GO」（やまとんGO）
    - 櫻丘地域路線 - 右回
    - 櫻丘地域路線 - 左回
- 櫻株（東口、國道467號上）
  - 神奈川中央交通
    - 間16 - 往鶴間站東口
    - 和02、和03、和06 - 往大和站

## 相鄰車站
小田急電鐵
 江之島線

■快速急行、■急行
通過
■各站停車
大和（OE 05）－櫻丘（OE 06）－高座澀谷（OE 07）

## 外部連結
- 櫻丘 - 小田急電鐵